# Companhia dos Caminhos de Ferro do Sueste
La South Eastern of Portugal Railway, más conocida como Companhia dos Caminhos de Ferro do Sueste, Companhia dos Ingleses, Companhia dos Caminhos de Ferro do Sul e Sueste o Companhia do Sueste, fue una empresa portuguesa, que construyó y explotó los tramos entre Vendas Novas, Beja y Évora de las Líneas del Alentejo y Évora, en Portugal.

## Historia

### Formación de la compañía
El 3 de enero de 1860, el gobierno autorizó la construcción y la concesión de una conexión ferroviaria entre Vendas Novas, Beja y Évora, a una sociedad compuesta por los empresarios ingleses Charles Mangles, John Chapman y George Townsend y representada por John Valentine, que formaron la Compañía de los Ferrocarriles del Sudeste; las vías deberían tener una ancho de 1,67 metros, siendo atribuido una ayuda de 16.000 reales por kilómetro. Este contrato fue oficializado por una carta de ley el 29 de mayo del mismo año. Esta concesión tendría una duración de 99 años, pudiendo el gobierno recuperarla transcurridos 15 años, si fuese necesario; para apoyar este proyecto, el gobierno instituyó la Compañía de impuestos sobre los materiales de construcción durante la duración de las obras, y sobre el material circulante hasta dos años después de las obras. El contrato también estipuló que, en caso de que estas conexiones no se encontrasen concluidas en un plazo de 3 años, el estado tomaría posesión de la Compañía. La empresa pidió, el 19 de enero, que el plazo de rescate fuese alargado de 15 a 30 años, lo que fue aceptado por el parlamento y decretado en una ley de 29 de mayo.

### Extinción de la Compañía Nacional de los Ferrocarriles al Sur del Tajo
El 23 de enero de 1861, la Companhia Nacional de Caminhos de Ferro ao Sul do Tejo, que estaba encargada del tramo entre Barreiro y Vendas Novas del Ferrocarril del Sur, completó las obras hasta Vendas Novas, en ancho de 1,44 metros; pero, la Compañía del Sudeste había iniciado las obras a partir de esta localidad, utilizando, conforme a lo acordado con el estado en el año anterior, un ancho de 1,67 metros. Conscientes de los problemas de transbordo resultantes de esta diferencia de ancho, el gobierno resolvió rescindir la concesión a la Compañía Nacional de los Ferrocarriles al Sur del Tajo en septiembre de ese año, pasando la explotación de las antiguas conexiones de esta Compañía al estado. El 23 de julio de 1863, son publicados los estatutos de la Compañía del Sudeste.

### Conexión ferroviaria a Évora y Beja

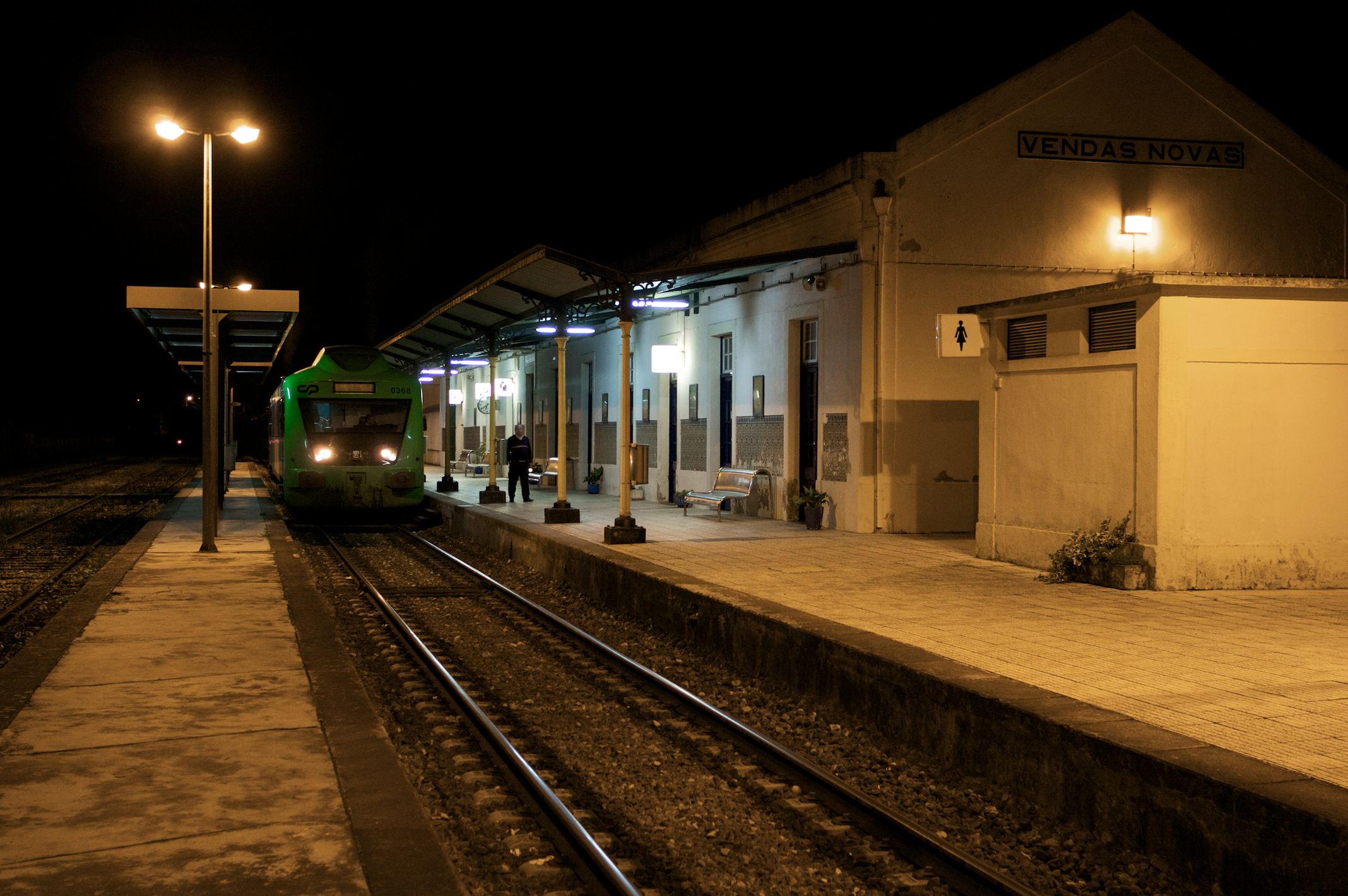
Estación Ferroviaria de Vendas Novas.

El 14 de septiembre de 1863 y el 15 de febrero de 1864, la Compañía del Sudeste concluyó, respectivamente, las líneas férreas hasta Évora y Beja;  el 21 de  abril de este último año, el gobierno le concedió, provisionalmente, la explotación de las antiguas líneas de la Compañía al Sur del Tajo, por un valor de 1.008.000$000, y ordenó que fuese modificado el ancho a 1,67 metros. También autorizó, en esta fecha, la construcción, con una ayuda de 18.000$000 por kilómetro, de una vinculación entre Évora hasta la Línea del Este, y de la continuación de la línea férrea de Beja hasta el litoral algarvio y hasta España, en dirección a Sevilla. Este contrato fue aprobado por las cortes el 30 de abril del año siguiente, regulado por una ley publicada el 23 de mayo, y oficializado el 11 de junio. Concretizada la unión, la compañía comenzó a modificar el ancho, y se iniciaron las obras hasta Estremoz, a la frontera española y al Algarve.

### Extinción
El estado nacionalizó la Compañía en 1869, siendo formado, en 1898, un órgano gubernamental, los Caminhos de Ferro do Estado, para gestionar las antiguas conexiones de esta empresa.